# Batalla de Serravalle
La batalla de Serravalle va ser un enfrontament armat pertanyent a la Guerra d'Itàlia de 1542–46. La batalla va tenir lloc el 2 de juny de 1544 i va enfrontar a les tropes espanyoles i les imperials, comandades per Alfonso de Ávalos, marquès del Vasto, contra tropes de mercenaris italians al servei de França, comandades per Piero Strozzi i Giovan Francesco Orsini, comte de Pitigliano.